# Сувин, Дарко
Да́рко Ро́нальд Су́вин (англ. Darko Ronald Suvin, 19 июля 1930, Загреб) — канадский литературный критик, социолог литературы хорватского происхождения, писатель

 и поэт. Один из виднейших в мире теоретиков научной фантастики, которую он определил как литературу когнитивного отчуждения.

## Биография
Окончил Загребский университет, с 1968 живёт в Канаде. Профессор в отставке английской литературы Университета МакГилла (Монреаль). Наиболее известен рядом работ, анализирующих научную фантастику, в том числе и советскую и восточноевропейскую. После выхода в отставку в 1999, проживает в Лукке. Член Королевского общества Канады (Академии социальных и гуманитарных наук). Входит в экспертный совет левого журнала «Novi Plamen».